# Wizardry II: The Knight of Diamonds
Wizardry II: The Knight of Diamonds (originariamente distribuito con il titolo Wizardry: Knight of Diamonds - The Second Scenario) è un videogioco di ruolo del 1982 sviluppato da Sir-Tech per Apple II. Secondo titolo della serie Wizardry, è stato convertito per diversi home computer, oltre per le console Nintendo Entertainment System e Game Boy.

## Modalità di gioco
Originariamente ideato come espansione di Wizardry, le prime versioni del gioco prevedevano l'utilizzo del salvataggio del videogioco precedente per l'importazione dei personaggi. Le edizioni successive hanno introdotto la possibilità di creare un nuovo personaggio.